# Między światami (film 2010)
Między światami (tyt. oryg. Rabbit Hole, 2010) – amerykański niezależny dramat filmowy w reżyserii Johna Camerona Mitchella, będący adaptacją sztuki teatralnej nagrodzonej nagrodą Pulitzera − Rabbit Hole, autorstwa Davida Lindsaya-Abaire'a, który jest również autorem scenariusza do tego filmu.
Obraz swoją światową premierę miał podczas Międzynarodowego Festiwalu Filmowego w Toronto w dniu 13 września 2010 roku.

## Fabuła
Becca i Howie Corbettowie są szczęśliwym małżeństwem, do czasu gdy ginie ich dziecko. Każdy z małżonków inaczej przechodzi etap rozpaczy. Howie przelewa swój smutek w uczucie do innej kobiety, natomiast Becca zaprzyjaźnia się z nastoletnim Jasonem, choć wie, że to właśnie on przyczynił się do śmierci jej synka. Coraz bardziej oddaleni od siebie małżonkowie, podejmują decyzje, które zaważą na losach ich małżeństwa.

## Obsada
- Nicole Kidman − Becca Corbett
- Aaron Eckhart − Howie Corbett
- Dianne Wiest − Nat
- Miles Teller − Jason
- Tammy Blanchard − Izzy
- Sandra Oh − Gaby
- Giancarlo Esposito − Auggie
- Jon Tenney − Rick
- Stephen Mailer − Kevin
- Mike Doyle − Craig

i inni

## Nagrody i nominacje
Oscary 2010
- nominacja: najlepsza aktorka pierwszoplanowa − Nicole Kidman

Złote Globy 2010
- nominacja: najlepsza aktorka w filmie dramatycznym − Nicole Kidman

Independent Spirit Awards 2010
- nominacja: najlepszy reżyser − John Cameron Mitchell
- nominacja: najlepszy scenariusz − David Lindsay-Abaire
- nominacja: najlepsza główna rola żeńska − Nicole Kidman
- nominacja: najlepsza główna rola męska − Aaron Eckhart

Nagroda Satelita 2010
- nominacja: najlepsza aktorka w filmie dramatycznym − Nicole Kidman
- nominacja: najlepsza aktorka drugoplanowa − Dianne Wiest

Nagroda Gildii Aktorów Filmowych 2010
- nominacja: najlepsza aktorka pierwszoplanowa − Nicole Kidman